# Dasyatis rudis
Dasyatis rudis är en rockeart som först beskrevs av Günther 1870.  Dasyatis rudis ingår i släktet Dasyatis och familjen spjutrockor. IUCN kategoriserar arten globalt som otillräckligt studerad. Inga underarter finns listade i Catalogue of Life.